# My Jolly Days
My Jolly Days è un brano musicale di Masami Okui, scritto da Kimoto Keiko, Ohira Tsutomu e Vink, e pubblicato come singolo il 5 agosto 1994 dalla Starchild. Il singolo è arrivato alla novantaduesima posizione nella classifica settimanale Oricon dei singoli più venduti, vendendo 3 650 copie. My Jolly Days è stato utilizzato come tema musicale del film d'animazione Ghost Sweeper Mikami: La resurrezione di Nosferatu.

## Tracce
CD singolo KIDA-85
1. My Jolly Days - 5:38
2. BEATS the BAND - 4:47
3. My Jolly Days (off vocal version) - 5:38
4. BEATS the BAND (off vocal version) - 4:47

Durata totale: 20:50

## Classifiche
| Classifica (1995)                        | Posizione più alta |
| ---------------------------------------- | ------------------ |
| Giappone (Classifica settimanale Oricon) | 92                 |